# Torre Antel

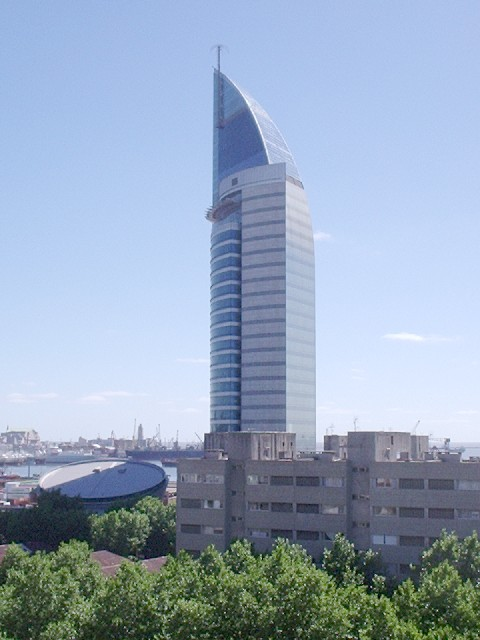
Torre Antel

Der Torre de las Telecomunicaciones, auch bekannt als Torre Antel ist ein 35 Stockwerke beziehungsweise 157,6 Meter hoher Wolkenkratzer in der uruguayischen Landeshauptstadt Montevideo.
Das höchste Gebäude des Landes steht im Eigentum des staatlichen Telekommunikationsunternehmens ANTEL, dessen Sitz sich zugleich dort befindet. Die Höhe des Bauwerks in der Bucht von Montevideo, das 2003 fertiggestellt wurde, beträgt 157 Meter. Es verfügt über 35 Stockwerke, die von sechs Aufzügen bedient werden.
Das vom Architekten Carlos Ott entworfene Gebäude verursachte in der Phase seiner Errichtung statt des ursprünglich bei Baubeginn 1997 veranschlagten Budgets von 65 Millionen US-Dollar Kosten in Höhe von 102 Millionen US-Dollar.

## Einzelnachweise

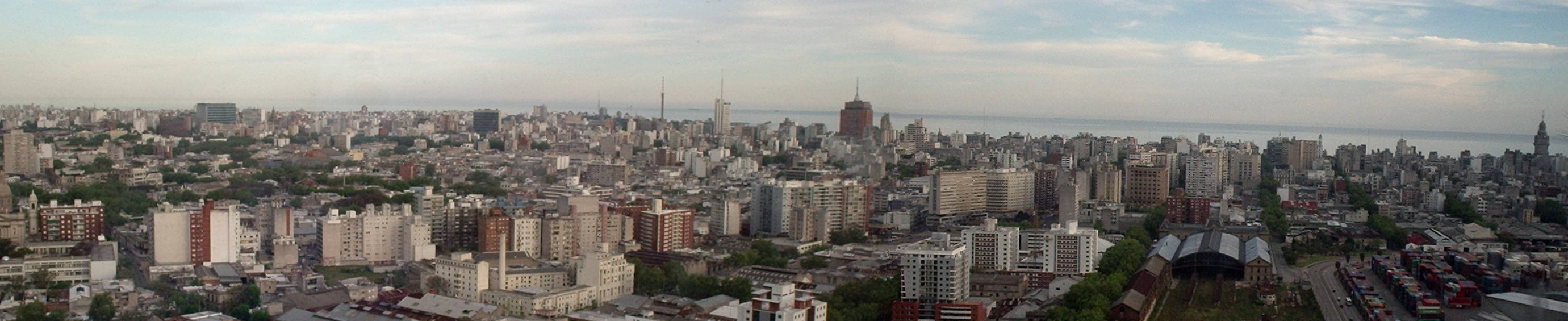
Panoramablick über Montevideo vom Torre de las Telecomunicaciones aus